# Primula scapigera
Primula scapigera là một loài thực vật có hoa trong họ Anh thảo. Loài này được (Hook. f.) Craib miêu tả khoa học đầu tiên năm 1917.